# Primer
Un primer è una breve sequenza di acidi nucleici, utilizzata per dare inizio alla replicazione del DNA. In natura, generalmente, è l'RNA che viene usato come primer, perché le DNA polimerasi (enzimi che catalizzano la duplicazione del DNA) non sono in grado di iniziare la sintesi di una nuova catena senza ricorrere ad un innesco. Gli inneschi vengono sintetizzati da RNA-polimerasi specializzate, chiamate primasi, le quali, dopo la denaturazione della doppia elica ad opera dell'enzima elicasi e delle proteine destabilizzatrici della doppia elica, si legano ai filamenti stampo e iniziano a sintetizzare corti frammenti di RNA. Su entrambi i lati della forca di replicazione, i primer sono assemblati in direzione 5'→3', in maniera discontinua sul filamento ritardo, (tramite frammenti di Okazaki). 
La DNA-polimerasi aggiunge i desossiribonucleotidi a partire dall'estremità 3' libera del primer. Dopo aver svolto il loro compito, i primer sono degradati ad opera della polimerasi I, che possiede anche un'attività esonucleasica, o di RNAasi H specializzate. Dopo la rimozione dei primer, lungo il filamento di DNA si vengono a creare dei vuoti, che sono colmati ad opera della DNA-polimerasi I, nei procarioti, e dalla DNA-polimerasi α negli eucarioti. Infine, l'interruzione viene saldata dall'enzima ligasi.

## Uso di primer sintetici in biologia molecolare
I primer sono utilizzati in molte tecniche di biologia molecolare che richiedono la DNA-polimerasi, come in alcune tecniche di sequenziamento del DNA e nella reazione a catena della polimerasi (PCR). I primer usati in queste tecniche sono dei corti frammenti di DNA, della lunghezza di 18-20 basi. Questi inneschi sono costruiti in laboratorio, attraverso una sintesi chimica. 

### Primer per il sequenziamento
Una tecnica di sequenziamento del DNA che utilizza i primer sintetici è quella di Sanger (detta anche tecnica del dideossi), un metodo enzimatico con il quale corti frammenti di DNA (interrotti, alternativamente, in corrispondenza di uno dei quattro nucleotidi privati dell'ossidrile in posizione 3') sono sintetizzati dalla DNA polimerasi I, che richiede la presenza di primer (che vengono dunque aggiunti alla miscela di reazione). I primer utilizzati in questa procedura possono essere marcati con sostanze fluorescenti per visualizzare i frammenti corrispondenti, in seguito alla loro separazione su gel di agarosio.

### Primer per la PCR
I due primer utilizzati per la PCR sono definiti reverse e forward, a seconda che siano complementari al filamento 5'→3' o a quello inverso 3'→5'.

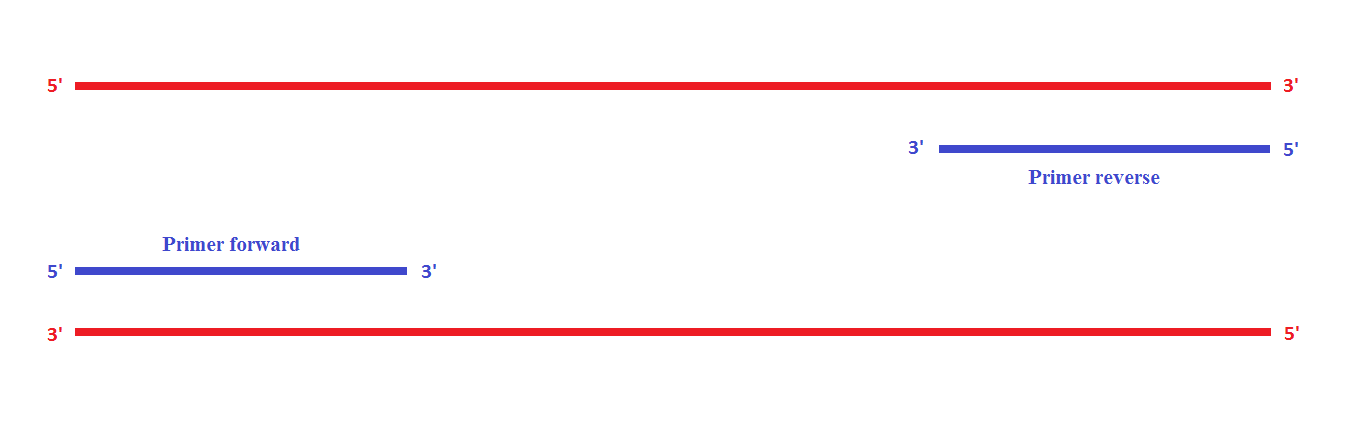
Schema Primers Forward e Reverse

La costruzione di primer richiede il controllo di alcuni parametri. 
1. Uno dei parametri più importanti è la temperatura di melting del primer, la temperatura alla quale il 50% delle molecole si trova in forma di doppia elica stabile ed il restante 50% in forma di singola elica. Tale temperatura è strettamente correlata al contenuto nucleotidico in AT (o in CG). Nella costruzione dei primer è necessario che i primer presentino una temperatura di melting e di annealing molto vicine (solitamente le differenze massime si possono attestare intorno a 1-2 °C).
2. I primers che funzionano maggiormente sono di solito quelli più ricchi di C o G alle estremità, perché sono quelli che si legano più fortemente al DNA stampo (instaurando tre legami idrogeno invece di due).
3. La lunghezza dei primer è direttamente proporzionale alla temperatura di melting. Primer troppo corti sono spesso poco specifici; d'altra parte primer con temperature di melting troppo alte possono creare problemi alla DNA polimerasi, che è meno attiva a temperature superiori a 80 °C. La lunghezza ottimale di un primer è generalmente compresa tra 20 e 30 nucleotidi, con temperature di melting comprese tra 55 e 65 °C.
4. Le sequenze dei primer devono essere scelte in modo tale che l'annealing avvenga solo con le sequenze d'interesse del DNA stampo, evitanto l'adesione a sequenze simili, con la conseguente perdita di specificità. Viene inoltre evitata la presenza di nucleotidi ripetuti o sequenze complementari all'interno dello stesso primer, per evitare la formazione di cicli, o forcine. Anche l'ibridizzazione tra primer diversi, per la presenza di sequenze ripetute e invertite, con formazione di dimeri, determina una diminuzione dell'efficienza dell'annealing.
5. A volte si possono utilizzare primer degenerati, costituiti da miscele di molecole simili ma non identiche (differenti per alcuni nucleotidi all'interno della sequenza). Primer degenerati risultano utili, ad esempio, quando si devono amplificare gli stessi geni provenienti da organismi diversi (che hanno sequenze simili ma non identiche), oppure quando la sequenza del gene è stata ricavata dalla sequenza della proteina corrispondente, tenendo conto della degenerazione del codice genetico. Un altro uso di primer degenerati è quello relativo al campo dell'ecologia microbica, per permettere l'amplificazione di geni di microrganismi di cui non è ancora nota l'informazione genomica.

Esistono in rete banche dati alle quali i laboratori di biologia molecolare possono riferirsi per scegliere le sequenze di primer più adatte alla loro ricerca. Un metodo comunemente usato è la ricerca BLAST con la quale possiamo trovare tutte le regioni possibili a cui un primer si può legare. Lo strumento NCBI Primer-BLAST integra progettazione di primer e ricerca BLAST in una sola applicazione. Possono, inoltre, essere eseguite simulazioni al computer di risultati teorici di PCR (PCR Elettronico) per aiutarci nella progettazione di primer.